# Bernalejo
Bernalejo es una de las comunidades de Santa María del Río que constituyen el estado mexicano de San Luis Potosí. Se encuentra localizado al sur del estado San Luis Potosí. Colindante con algunas comunidades como son: al suroeste con Catedral, al sureste con Llano de Guadalupe, al norte con Cañón de Agua Fría, al noreste con Agua Fría y al sur con El Tepetate. Está situada a 2020 metros de altitud sobre el nivel del Mar, sus coordenadas geográficas son Longitud: 21º 52' 07 , Latitud:-100º 42' 18. El código postal que le corresponde según el Servicio Postal Mexicano es: 79563.
Según el censo de población local comunitario 2016, realizado por el Centro de Salud Bernalejo, la comunidad tiene 539 habitantes.
Población de SubComunidades de Bernalejo:
| Bernalejo            | 377 |
| Cañón de Agua Fría   | 78  |
| Puerto de Zamora     | 40  |
| Vallecito de la Cruz | 44  |
| TOTAL                | 539 |

## Orografía e hidrografía
Posee un territorio montañoso, sus principales elevaciones son los cerros.

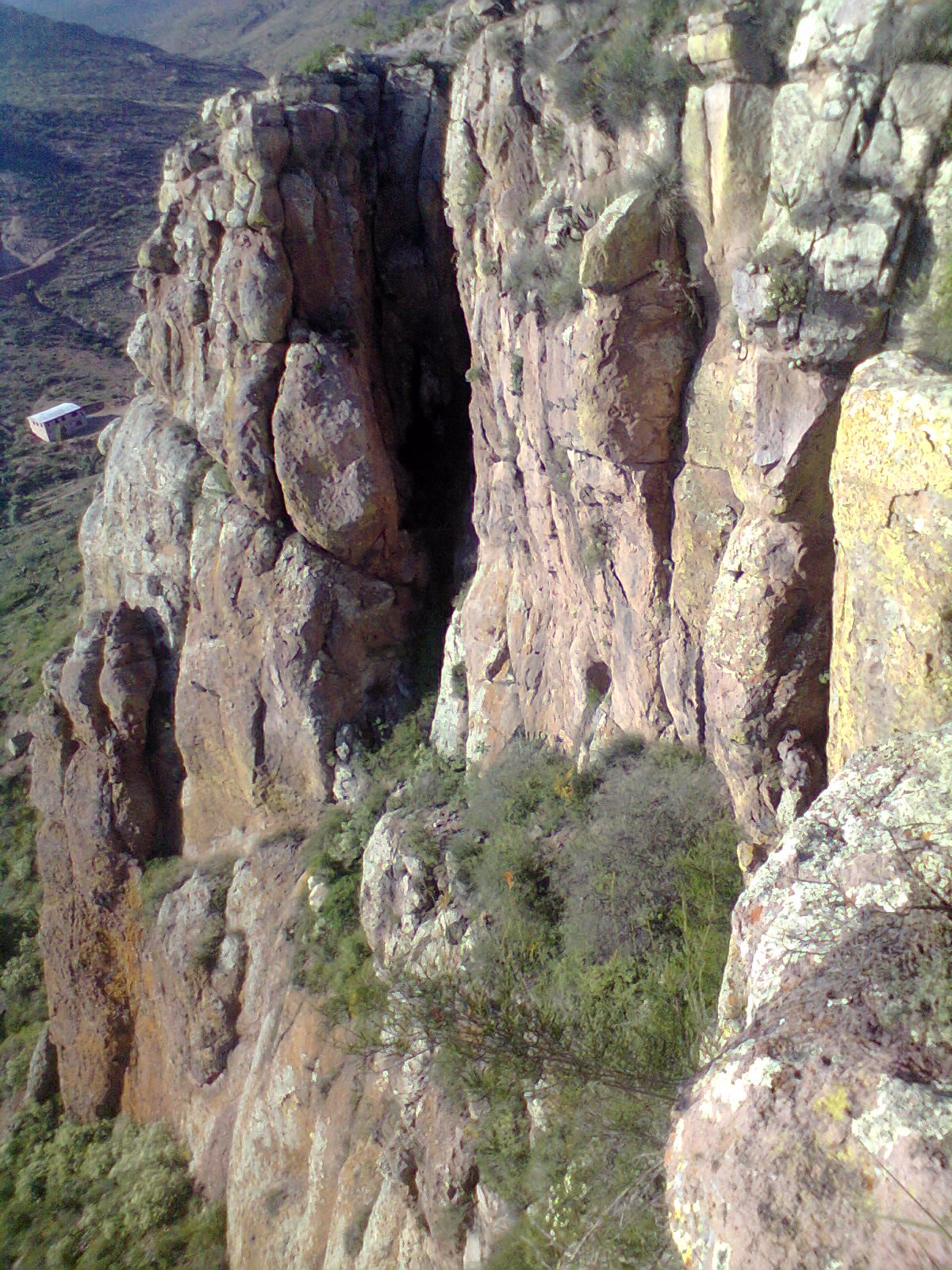
Sistema Montañoso

## Sitios de interés
- Peña de la Santa Cruz
- Cerro de Bernalejo
- Cerro de la Mesa
- Iglesia de Nuestra señora de Guadalupe
- Presa del Rincón
- Cerro del Gavilán
- Presa las Apiladas

## Fiestas

### Fiestas civiles
- Aniversario de la Independencia de México: 16 de septiembre.
- Aniversario de la Revolución mexicana: El 20 de noviembre.

### Fiestas religiosas
- Semana Santa: jueves y viernes Santos, Noche sábado-domingo.
- Día de la Santa Cruz: 3 de mayo.
- Fiesta en honor de la Virgen de Guadalupe: 12 de diciembre.
- Día de Muertos: 2 de noviembre.
- Fiesta patronal en honor de la Virgen de Guadalupe: 12 de septiembre

Fiesta Religiosa que se Realiza durante el día y noche del 12 de septiembre de cada año, en la Iglesia de Nuestra Señora de Guadalupe, y un recorrido por la comunidad; para llegar a la mencionada iglesia.
- Día de la Virgen del Carmen: 16 de julio.

## Desarrollo
INEGI 2010
El 84.84 % de los habitantes mayores de 5 años son católicos, estando casada o unida en pareja el 55.26 % de la población mayor de 12 años.
El grado medio de escolaridad en Bernalejo es de 3.55, la media en el municipio es de 5.11 , en el estado de 6.89, mientras el número sea más alto indica una población con mayor formación académica. Para obtener este número se suman los años aprobados desde primero de primaria hasta el último año que cursó cada habitante; posteriormente, se divide entre el número de habitantes de la localidad.
La población económicamente activa en la localidad de Bernalejo es de 41 (14.80 % de la población total) personas, las que están ocupadas se reparten por sectores de la siguiente forma:
•Sector Primario: 3 (7.50 %)  (Municipio:22.45 %, Estado:21.96 %) Agricultura, Explotación forestal, Ganadería, Minería, Pesca ...
•Sector Secundario: 23 (57.50 %)  (Municipio:36.16 %, Estado:27.86 %) Construcción, Electricidad, gas y agua, Industria Manufacturera ...
•Sector Terciario: 14 (35.00 %)  (Municipio:41.39 %, Estado:50.18 %)Comercio, Servicios, Transportes
Nivel de ingresos de la localidad de Bernalejo (número de personas y porcentaje sobre el total de trabajadores en cada tramo):
•0 Salarios mínimos (sin ingresos): 1 (2.56 %)
•- de 1 Salario mínimo: 7 (17.95 %)
•1-2 Salarios mínimos: 19 (48.72 %)
•2-5 Salarios mínimos: 9 (23.08 %)
•5-10 Salarios mínimos: 2 (5.13 %)
•10+ Salarios mínimos: 1 (2.56 %)

## Salud
En la comunidad se cuenta con servicio médico por medio del Centro de Salud Sede Bernalejo, en el cual se otorga consulta médica y odontología, además de medicamentos. Cuatro días al mes asiste la brigada o caravana médica desde el municipio correspondiente. También se cuenta con auxiliar de salud, la cual puede ofrecer alguna atención mínima o curación de grado menor, otorga algunos medicamentos, métodos de anti-concepción e información de distintos temas sobre salud, a través de pláticas mensuales en el centro o casa de salud.

## Educación escolar en Bernalejo
Aparte de que hay 24 analfabetos de 15 y más años, 2 de los jóvenes entre 6 y 14 años no asisten a la escuela.
De la población a partir de los 15 años 23 no tienen ninguna escolaridad, 125 tienen una escolaridad incompleta. 42 tienen una escolaridad básica y 1 cuentan con una educación post-básica.
Un total de 9 de la generación de jóvenes entre 15 y 24 años de edad han asistido a la escuela, la mediana escolaridad entre la población es de 5 años.

### Colegios y Escuelas en Bernalejo
- Jardín de niños "Manuel Acuña"
- Escuela primaria "Presidente Juárez"
- Telesecundaria "José María Morelos y Pavón"
- Preparatoria "PROF. IGNACIO JIMENEZ ALVAREZ"

### Sitios de interés
- Peña de la Santa Cruz
- Cerro de Bernalejo
- Cerro de la Mesa
- Iglesia "Nuestra señora de Guadalupe"
- Presa del Rincón
- Cerro del Gavilán
- Presa las Apiladas

- Datos: Q16489650
- Multimedia: Bernalejo, SLP / Q16489650